# Personico
Personico är en ort och kommun i distriktet Leventina i kantonen Ticino, Schweiz. Kommunen har 309 invånare (2023).